# イーストブランズウィック (ニュージャージー州)
イーストブランズウィック（East Brunswick）は、アメリカ合衆国ニュージャージー州のミドルセックス郡にある町（タウンシップ）。
人口は4万9715人（2020年）。ニューヨーク・マンハッタンの南西45キロメートルに位置している。
町内に鉄道駅はないが国道1号線やニュージャージー・ターンパイクなどの幹線道路が通っており、車での移動には便利である。
2020年アメリカ合衆国国勢調査によれば、町の人口の約37パーセントはアフリカ系アメリカ人である。

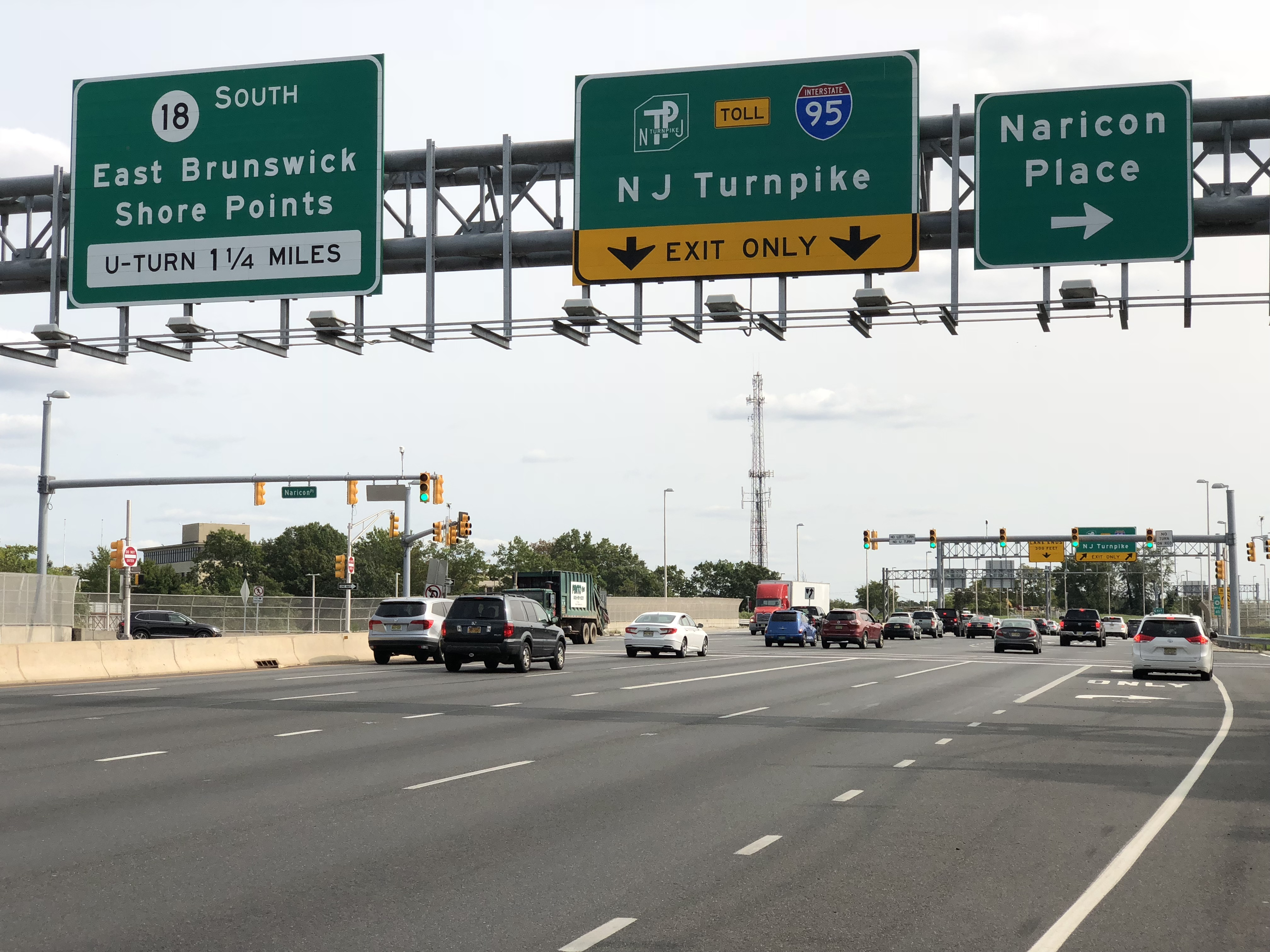
ニュージャージー・ターンパイク